# Lidia Beskid
Lidia Beskid (zm. 24 stycznia 2021) – polska profesor nauk humanistycznych. 

## Życiorys
Pracowała w Instytucie Filozofii i Socjologii PAN, a także na Wydziale Zarządzania i Marketingu w Wyższej Szkole Zarządzania w Częstochowie.
Była członkiem Komitetu Nauk o Pracy i Polityce Społecznej PAN.